# Стівен Гарт
Стівен Гарт (англ. Stephen Hart, нар. 15 березня 1960, Сан-Фернандо) — тринідадський футболіст, що грав на позиції півзахисника. По завершенні ігрової кар'єри — тренер. Тренував зокрема національні збірні Канади та Тринідаду і Тобаго. З 2024 року входить до тренерського штабу жіночого клубу «Портленд Торнс».

## Клубна кар'єра
Народився 15 березня 1960 року в місті Сан-Фернандо. Вихованець юнацької команди «Сан-Фернандо Гаррікенс» з рідного міста. У дорослому футболі дебютував 1979 року виступами за команду «Юнайтед Петротрин», в якій провів один сезон. Згодом грав за інші місцеві клуби «Галіфакс Приватірз» і «Сан-Фернандо Страйкс».
Пізніше він переїхав до Канади, де вступив до університету Св. Марії у Галіфаксі. Гарт продовжував грати у футбол у місцевій студентській футбольній команді «Сент-Меріс Гаскіс». Також грав у Канаді за місцеву аматорську команду «Кінг оф Донейр».

## Виступи за збірну
1980 року провів 7 матчів у складі національної збірної Тринідаду і Тобаго.

## Кар'єра тренера
Гарт почав свою тренерську кар'єру під час навчання в університеті, приділяючи свій час тренувати дітей. У 1989 році став тренером клубу «Кінг оф Донейр» і привів команду до чотирьох титулів поспіль і шести кубків.
У 1993 році він був призначений технічним директором Футбольної федерації Нової Шотландії і залишався на цій посаді вісім років. Гарт також працював головним тренером збірної Нової Шотландії, вигравши з нею бронзові медалі на Канадських іграх 1993 року та 2001 року. Також паралельно Гарт повернувся до Університету Св. Марії, де чотири роки тренував місцеву студентську жіночу команду «Сент-Меріс Гаскіс».
У вересні 1997 року Гарт працював помічником тренера збірної Канади до 23 років на Франкофонських іграх, які Канада виграла, обігравши у фіналі в серії пенальті Конго.
У квітні 2000 року він був призначений помічником тренера збірної Канади U17, а через два роки став головним тренером цієї команди і залишався на посаді до травня 2007 року. Також недовго 2002 року паралельно був головним тренером збірної Канади U-20.
У липні 2005 року Гарт був призначений помічником тренера національної збірної Канади Френка Єллопа, а після його звільнення у 2006 році став тимчасовим головним тренером збірної. Він привів Канаду до півфіналу Золотого кубка КОНКАКАФ 2007 року у США, але після турніру Стівена на посаді замінив Дейл Мітчелл.
У квітні 2009 року після невдалого виступу канадців у відборі на чемпіонат світу 2010 року Мітчелла було звільнено і Гарта вдруге призначили тимчасовим головним тренером команди. Влітку під його керівництвом команда дійшла до чвертьфіналу Золотого кубка КОНКАКАФ 2009 року у США, і незабаром у грудні 2009 року його призначили постійним головним тренером збірної. В цьому статусі він керував командою на розіграші Золотого кубка КОНКАКАФ 2011 року у США, де канадці виступили невдало, не вийшовши з групи. У жовтні 2012 року Гарт подав у відставку після поразки від Гондурасу з рахунком 1:8 у кваліфікації до чемпіонату світу 2014 року.
У червні 2013 року Гарт був призначений тренером національної збірної Тринідаду і Тобаго. Він керував командою на розіграшах Золотого кубка КОНКАКАФ 2013 та 2015 років, на обох турнірах зупиняючись на стадії чвертьфіналу, а також 2013 року привів команду до фіналу Карибського кубку. У листопаді 2016 року він був звільнений і замінений бельгійським тренером Томом Сайнтфітом.
28 червня 2018 року Гарт був оголошений першим головним тренером новоствореного клубу Канадської Прем'єр-ліги «Галіфакс Вондерерс». З командою став фіналістом Прем'єр-ліги у 2020 році, за що був визнаний найкращим тренером турніру. Наприкінці сезону 2022 року Гарт покинув команду.
4 жовтня 2024 року Гарт став помічником американської команди Національної жіночої футбольної ліги «Портленд Торнс».

## Досягнення
- Найкращий тренер Канадської Прем'єр-ліги: 2020